# Victoria: An Empire Under the Sun
Victoria: An Empire Under the Sun — відеогра у жанрі історичної глобальної стратегії, розроблена шведською компанією Paradox Interactive. Події гри охоплюють період 1836—1920 рр. Вікторіанську епоху(звідси і назва), громадянської війни у США, колоніальні перегони, події Першої світової війни, та (з випуском аддону, що розширив ігрові часові межі до 1936 року), формування нацистської Німеччині та багато інших історичних подій.

## Геймплей
Економіка
Економічна структура гри досить складна навіть у порівнянні з іншими продуктами Paradox Interactive. Це пояснюється бажанням розробників гри максимально наблизити її до реальності.
Вся територія землі поділена на провінції, що можуть належати державам (та мати статус території чи колонії) або бути ще не колонізованими (здебільшого це території Африки, Америки та Океанії). Провінції об'єднуються в області (регіони). У кожній провінції розташоване видобувне підприємство (ВП), яке видобуває або один з видів сільськогосподарської продукції (зерно, фрукти, м'ясна худоба, риба тощо), або один з видів сировини (вугілля, залізна руда, деревина). Змінити вид видобувничого товару неможливо. Він може змінюватися лише за спеціальними подіями (івентами) що зображують собою, наприклад, відкриття нафтових родовищ, або знаходження у шахтах благородних металів із відповідної зміною виду продукту видобування. Також існує можливість розширення виробництва. Загалом усе, що надходить з ВП називають первинна сировина.
Обробна промисловість змодельована грою у вигляді фабрик та заводів, які, на відміну від ВП, належать не до провінцій, а до областей. У кожній області може бути декілька фабрик, виготовляючих різні види продукції(пароплави, автомобілі) чи вторинної сировини (наприклад, одяг, вина, скло, зброя). Збудувати дві однакові фабрики в одній області неможливо, проте є можливість розширити вже існуючі.
Усі підприємства мають рівень розвитку (від 1 до 5), який визначає, як багато POP'ів можуть працювати на ньому (по 5 за кожний рівень).
Усе населення поділяється на групи, що мають назву POP'и (від англ. population — населення). POP'и можуть включати у себе до 100 000 людей, кожен з яких, у свою чергу, символізує сім'ю з кількох членів. POP'и мають велику кількість параметрів та ознак, що відрізняють їх одне від одного (наприклад, релігія, соціальна приналежність, політичні погляди). Усього існує 9 соціальних груп, які, у свою чергу, поділяються на три соціальні класи (вищий, середній та нижчий).
Вищі
- Аристократія — підвищують ефективність роботи видобувних підприємств у провінції.
- Капіталісти — підвищують ефективність роботи обробних підприємств, також, за певних політичних умов, можуть на свій кошт будувати залізниці та обробні підприємства.

Середні
- Офіцери — підвищують параметр «лідерство», що потрібен для ефективнішого функціонування командуючих арміями, наземних укріплень та колоніальних споруд.
- Духівництво — підвищують параметр «свідомість» у вищих класів, та знижують його у нижчих. Сприяють розвитку науки.
- Клерки — працюють на обробних підприємствах. Також сприяють розвитку науки.

Нижчі
- Солдати — підвищують швидкість та максимальну кількість параметру «людські ресурси» (manpower).
- Ремісники — працюють на обробних підприємствах.
- Робітники та селяни — працюють на видобувних підприємствах.
- Раби — працюють на видобувних підприємствах. На відміну від інших соціальних груп, змінюють свій статус лише за подіями (івентами) про скасування рабства, наявність яких залежить від гравця.

## Внутрішня політика
Кожен POP у грі має, поміж іншого, свої погляди на політику. Це виражено у ідеології POP'а та у двох політичних питаннях, які його цікавлять на цей момент. Ідеологія, на відміну від політичних питань, змінюється рідше, за певних політичних умов.
У грі існує три ідеологічні напрямки: консервативний, ліберальний та соціалістичний. Кожен напрямок виражений кількома власне ідеологіями, які поміж собою відрізняються підходом (поміркований чи радикальній). Партії з радикальним підходом мають більшу підтримку населення лише за нестабільних обставин (високий рівень агресивності чи свідомості населення, нестача продовольчих товарів, великий рівень невдоволення поточною владою). Також, внаслідок обрання радикальної партії є великий шанс встановлення диктатури (наприклад, фашисти провадять президентську диктатуру, комуністи диктатуру пролетаріату тощо.)
Ідеології консервативного напрямку:
- Консервативна (поміркована)
- Реакційна (радикальна)
- Фашистська (з'явилася у доповненні Victoria: Revolutions, мало відрізняється від реакційної)

Ідеології ліберального напрямку:
- Ліберальна (поміркована)
- Ліберально-анархічна (радикальна)

Ідеології соціалістичного напрямку
- Соціалістична (поміркована)
- Комуністична (радикальна)

Політичних питань, що цікавлять POP'ів на данний момент більше. Вони розділяються на 5 категорій, у кожній 2-4 варіанти. Позиція кожної партії відбивається у її ставленні до цих питань — в кожній категорії партія обирає один варіант. Кожний варіант, у свою чергу, має певний ефект — нововведення, що з'явилось у доповненні. Наприклад, за ринкової економіки фабрики та залізничні колії будують капіталісти, якщо правляча партія дотримується антимілітаристської політики — мобілізація можлива лише під час війни.
Власне категорії, варіанти та ефекти від них.
Економіка
- Ринкова економіка (податки не можуть перевищувати 50 відсотків, капіталісти будують заводи і залізниці, гравець позбавлений цієї функції)
- Державне втручання (капіталісти будують заводи та залізниці, гравець може будувати лише залізниці)
- Державний капіталізм (податки не можуть бути нижчі за 20 відсотків, капіталісти надзвичайно рідко щось будують, гравець може будувати усе)
- Планова економіка (податки не можуть бути нижчі за 50 відсотків, капіталісти позбавлені впливу на економіку, гравець має розбудовуватися самостійно)

Зовнішня торгівля
- Вільна торгівля (обсяг субсидій необмежено)
- Протекціонізм (обмежується обсяг субсидій для населення)

Релігійні питання
- Моралізм (одна релігія визнається державною та отримує підтримку держави)
- Плюралізм (усі релігії визнаються рівноцінними)
- Секуляризація (відокремлення церкви від держави, заборона впливу на духівництво з боку держави)
- Атеїзм (усі релігії заборонено, вплив духівництва на науку і суспільство значно зменшується)

Ставлення до національних меншин
- Рабство (більшість представників недержавної нації — раби)
- Проживання на етнічних територіях (часткова заборона внутрішньої міграції, можливість для представників недержавної нації представляти будь-який соціальний клас)
- Обмежене громадянство (надаються усі права і свободи, окрім виборчого права)
- Повне громадянство (національні меншини прирівняні у правах до державної нації)

Ставлення до війни
- Шовінізм (фінансування військової промисловості не може бути нижчім за 50 відсотків, неможливо демобілізувати чинних солдатів)
- Мілітаризм (фінансування військової промисловості не може бути нижчім за 10 відсотків)
- Антимілітаризм (фінансування військової промисловості не може бути вищим за 80 відсотків, мобілізація можлива лише під час війни)
- Пацифізм (фінансування військової промисловості не може перевищувати 50 відсотків, мобілізація не можлива)

## Зовнішня політика
Механізм міждержавних відносин відображено у грі як певна кількість балів (від −200 до 200). Залежно від цього, країни, керовані штучним інтелектом будуть розцінювати інші країни як дружні, ворожі чи нейтральні. Можливості зовнішньої політики здебільшого зумовлені статусом країни, її престижем та репутацією у світі. Гравцеві протягом гри начисляються бали дипломатичного впливу. Кожна дія потребує витрат одного балу, мінімальна перерва між діями становить 7 ігрових днів.
Перелік усіх дипломатичних дій
- Проголошення війни (забирає певну кількість престижу в оголошувача, недоступне нецивілізованим державам, сателітам та домініонам)
- Проголошення колоніальної війни (забирає незначну кількість престижу, нецивілізовані держави можуть проголошувати війну лише країнам, з якими мають кордон по суші, недоступне сателітам та домініонам)
- Пропозиція військового союзу (недоступна сателітам та домініонам)
- Пропозиція оборонного союзу (недоступне сателітам та домініонам)
- Покращення відносин (забирає певну кількість грошей, покращує відносини)
- Гарантія незалежності (зобов'язання гаранта у разі проголошення війни гарантованій країні третьою країною про оголошення війни агресорові, у разі невиконання гарантій втрачається значна кількість престижу)
- Прохання про надання права проходу військам (у разі надання війська мають право вільно пересуватися територією держави, що надала таке право)
- Скасування права на прохід військ (скасовується право проходу)
- Вимагати припинення колонізації (вибирається один з 5 континентів, у разі згоди, держава, що погодилася на це втрачає право на побудову колоніальних споруд)
- Дипломатичний договір (висунення пропозиції про обмін, купівлю чи продаж територій, претензій на колонії тощо)

## Військова справа
Військова справа у грі дуже розгалужена: існує три види військ (піхота, кавалерія, драгуни) та декілька видів бригад до них, що і визначають їх спеціалізацію. Кількість доступних бригад визначається розвитком науки у країні. Війська поділяється на дивізії, декілька дивізій утворюють армію. Дивізія має такі параметри:
- Чисельність (зменшується під час битви, може бути поповнена за рахунок людських ресурсів, по досягненні значення 0 дивізія вважається знищеною)
- Бойовий дух (зменшується під час битви, по досягненні значення 0 дивізія відступає у союзні провінції, за відсутності такої знищується)
- Організація (впливає на загальну якість параметрів у бою)
- Вогняна міць (впливає на кількість втрат, що зазнає параметр «чисельність» ворожої дивізії у битві)
- Ударна міць (впливає на кількість втрат, що зазнає параметр «бойовий дух» ворожої дивізії у битві)
- Швидкість (впливає на швидкість переміщення дивізії по карті поза битвою і в стані відступу)

## Україна у грі
http://novasich.pp.ua/forum/index.php?topic=72.msg127#new%5Bнедоступне+посилання+з+червня+2019%5D